# Groupe du tableau périodique

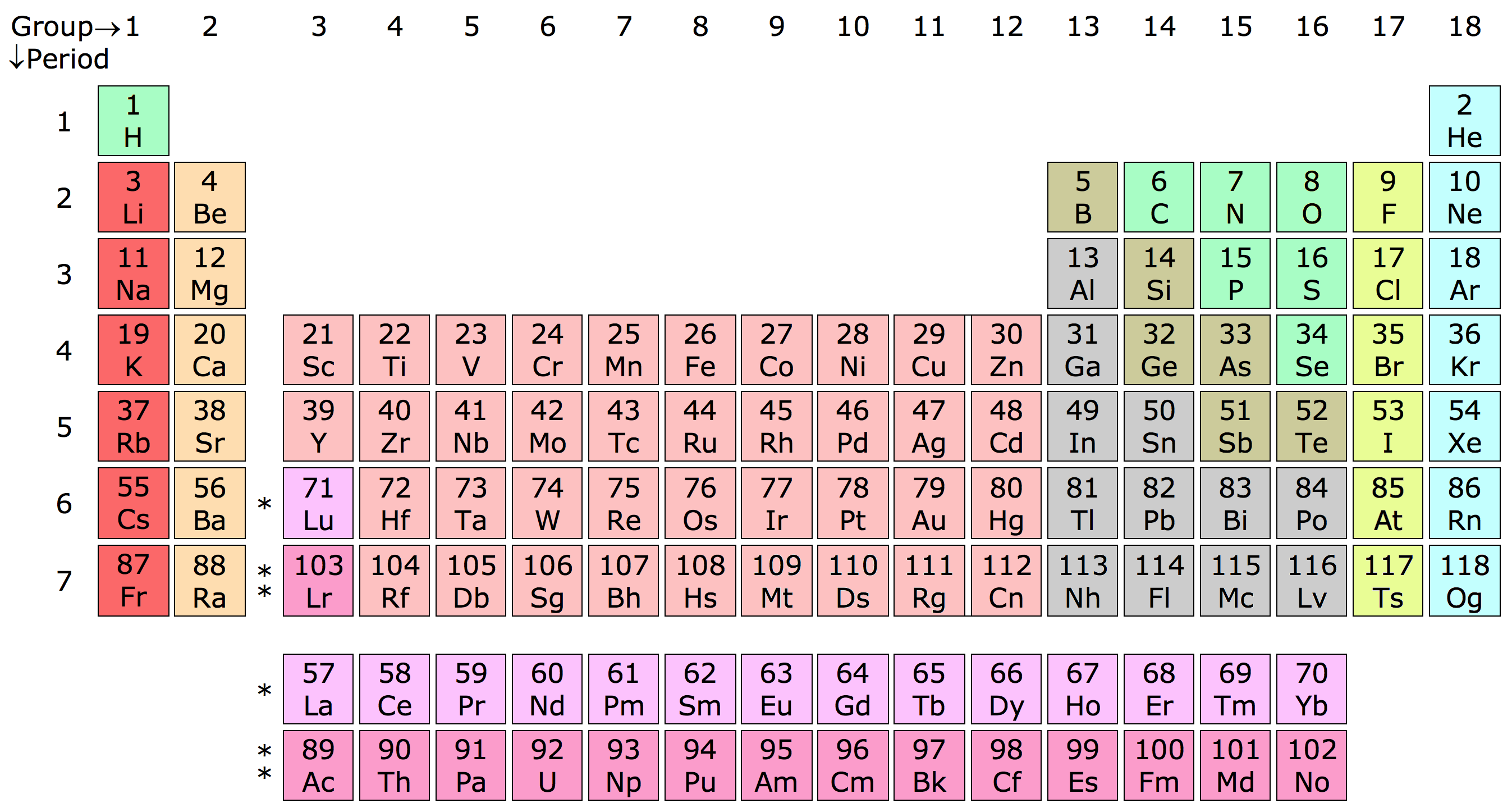
Tableau périodique de 18 colonnes, avec Lu et Lr dans le groupe 3

Un groupe du tableau périodique comprend les éléments chimiques d'une même colonne du tableau périodique. Le tableau standard est constitué de 18 groupes, tandis que les colonnes contenant les éléments du bloc f ne sont pas numérotées. Les électrons de valence des éléments d'un même groupe partagent la même configuration électronique, ce qui leur confère des propriétés chimiques et physiques semblables. 
Il existe trois systèmes de numérotation des groupes. Le système moderne de numérotation de 1 à 18 est recommandé par l'IUPAC. Il remplace deux systèmes plus anciens qui prêtaient mutuellement à confusion. Les groupes peuvent également être désignés par le nom de leur élément le plus léger, voire par des noms d'usage. Certains noms d'usage sont approuvés par l'IUPAC mais tendent cependant pour la plupart à tomber en désuétude en français, contrairement à l'anglais.

## Numérotations CAS et IUPAC
La préconisation de l'IUPAC est d'utiliser une numérotation de 1 à 18, en remplacement des deux systèmes en chiffres romains utilisés l'un en Amérique du Nord (système CAS) et l'autre en Europe (ancien IUPAC). Ces deux systèmes utilisaient une combinaison d'un chiffre de I à VIII et d'une lettre A ou B. Le chiffre indiquait plus ou moins l'état d'oxydation le plus élevé sur la colonne. Il était croissant de gauche à droite, une fois sur la moitié gauche du tableau et une fois sur la moitié droite du tableau, avec une irrégularité au niveau des métaux de transition. Ces deux systèmes différaient en revanche dans l'usage qu'ils faisaient de la lettre. Dans l'ancien système IUPAC européen, la lettre A était employée à gauche et la lettre B à droite du tableau, de part et d'autre du groupe VIII, tandis que, dans le système CAS américain, la lettre A était employée pour les éléments du groupe principal (bloc s et bloc p) tandis que la lettre B était employée pour les éléments de transition (bloc d). Le nouveau système numérote simplement les groupes de 1 à 18 de gauche à droite. Il a été proposé en 1985 pour commentaires, et a été intégré à l'édition 1990 de la Nomenclature de chimie inorganique de l'IUPAC.
| IUPAC actuel | Ancien IUPAC (Europe) | Système CAS (Amérique du Nord) | Nom d'usage             | Nom par élément[a]                     | Remarque |
| ------------ | --------------------- | ------------------------------ | ----------------------- | -------------------------------------- | --- |
| Groupe 1     | IA                    | IA                             | Métaux alcalins         | Colonne de l'hydrogène (ou du lithium) | L'hydrogène, qui se trouve dans cette colonne, n'est pas considéré comme un métal alcalin. |
| Groupe 2     | IIA                   | IIA                            | Métaux alcalino-terreux | Colonne du béryllium                   | |
| Groupe 3     | IIIA                  | IIIB                           | Terres rares            | Colonne du scandium                    | La composition de ce groupe varie selon les auteurs : si les éléments des deux premières périodes sont toujours le scandium et l'yttrium, ceux des deux suivantes sont ou bien le lutécium et le lawrencium, ou bien le lanthane et l'actinium. |
| Groupe 4     | IVA                   | IVB                            |                         | Colonne du titane                      | |
| Groupe 5     | VA                    | VB                             |                         | Colonne du vanadium                    | |
| Groupe 6     | VIA                   | VIB                            |                         | Colonne du chrome                      | |
| Groupe 7     | VIIA                  | VIIB                           |                         | Colonne du manganèse                   | |
| Groupe 8     | VIII                  | VIIIB                          |                         | Colonne du fer                         | |
| Groupe 9     | VIII                  | VIIIB                          |                         | Colonne du cobalt                      | |
| Groupe 10    | VIII                  | VIIIB                          |                         | Colonne du nickel                      | |
| Groupe 11    | IB                    | IB                             |                         | Colonne du cuivre                      | |
| Groupe 12    | IIB                   | IIB                            |                         | Colonne du zinc                        | |
| Groupe 13    | IIIB                  | IIIA                           |                         | Colonne du bore                        | |
| Groupe 14    | IVB                   | IVA                            |                         | Colonne du carbone                     | |
| Groupe 15    | VB                    | VA                             | Pnictogènes             | Colonne de l'azote                     | Le terme pnictogène est approuvé par l'IUPAC mais reste peu employé |
| Groupe 16    | VIB                   | VIA                            | Chalcogènes             | Colonne de l'oxygène                   | Le terme chalcogène est approuvé par l'IUPAC mais reste peu employé |
| Groupe 17    | VIIB                  | VIIA                           | Halogènes               | Colonne du fluor                       | Le terme halogène est très employé et se confond avec la famille homonyme |
| Groupe 18    | O                     | VIIIA                          | Gaz nobles              | Colonne de l'hélium (ou du néon)       | Le terme gaz noble est très employé et se confond avec la famille homonyme |
|   | 1   | 2   |   |     |     |     |     |     |     |     |     |     |     |     |     |     |     | 3   | 4   | 5   | 6   | 7   | 8   | 9   | 10  | 11 | 12 | 13 | 14 | 15 | 16 | 17 | 18 |
| 1 | H   |     |   |     |     |     |     |     |     |     |     |     |     |     |     |     |     |     |     |     |     |     |     |     |     |    |    |    |    |    |    |    | He |
| 2 | Li  | Be  |   |     |     |     |     |     |     |     |     |     |     |     |     |     |     |     |     |     |     |     |     |     |     |    |    | B  | C  | N  | O  | F  | Ne |
| 3 | Na  | Mg  |   |     |     |     |     |     |     |     |     |     |     |     |     |     |     |     |     |     |     |     |     |     |     |    |    | Al | Si | P  | S  | Cl | Ar |
| 4 | K   | Ca  |   |     |     |     |     |     |     |     |     |     |     |     |     |     |     | Sc  | Ti  | V   | Cr  | Mn  | Fe  | Co  | Ni  | Cu | Zn | Ga | Ge | As | Se | Br | Kr |
| 5 | Rb  | Sr  |   |     |     |     |     |     |     |     |     |     |     |     |     |     |     | Y   | Zr  | Nb  | Mo  | Tc  | Ru  | Rh  | Pd  | Ag | Cd | In | Sn | Sb | Te | I  | Xe |
| 6 | Cs  | Ba  |   | La  | Ce  | Pr  | Nd  | Pm  | Sm  | Eu  | Gd  | Tb  | Dy  | Ho  | Er  | Tm  | Yb  | Lu  | Hf  | Ta  | W   | Re  | Os  | Ir  | Pt  | Au | Hg | Tl | Pb | Bi | Po | At | Rn |
| 7 | Fr  | Ra  |   | Ac  | Th  | Pa  | U   | Np  | Pu  | Am  | Cm  | Bk  | Cf  | Es  | Fm  | Md  | No  | Lr  | Rf  | Db  | Sg  | Bh  | Hs  | Mt  | Ds  | Rg | Cn | Nh | Fl | Mc | Lv | Ts | Og |
| 8 | 119 | 120 | * |     |     |     |     |     |     |     |     |     |     |     |     |     |     |     |     |     |     |     |     |     |     |    |    |    |    |    |    |    |    |
|   |     |     | * | 121 | 122 | 123 | 124 | 125 | 126 | 127 | 128 | 129 | 130 | 131 | 132 | 133 | 134 | 135 | 136 | 137 | 138 | 139 | 140 | 141 | 142 |    |    |    |    |    |    |    |    |

| Métaux alcalins | Métaux alcalino-terreux | Lanthanides    | Métaux de transition | Métaux pauvres | Métalloïdes | Non-métaux | Halogènes | Gaz nobles | Éléments non classés |
| Métaux alcalins | Métaux alcalino-terreux | Actinides      | Métaux de transition | Métaux pauvres | Métalloïdes | Non-métaux | Halogènes | Gaz nobles | Éléments non classés |
| Métaux alcalins | Métaux alcalino-terreux | Superactinides | Métaux de transition | Métaux pauvres | Métalloïdes | Non-métaux | Halogènes | Gaz nobles | Éléments non classés |